# Bucanero (броварня)
Cerveceria Bucanero S.A. — підприємство харчової промисловості Куби, провідний виробник пива в країні. Спільне підприємство, співвласниками якого є кубинський уряд та лідер світового пивного ринку корпорація Anheuser-Busch InBev. Розташоване у місті Ольгін. Назване за буканьєрами (ісп. Bucanero), піратами, що були активними в регіоні Карибського моря у XVII ст.
Лідер пивоварної галузі Куби, частка підприємства на внутрішньому ринку пива сягає 46,6% (2010).

## Історія
Броварню в Ольгіні було збудовано у 1988 році із залученням технологій Німецької Демократичної Республіки.
1997 року з метою покращання стандартів пива, що вироблялося броварнею, на її основі було створене спільне підприємство із залученням провідної канадської пивоварні Labatt. Канадська компанія на той час вже належала бельгійській корпорації Interbrew, яка 2008 року з усіма активами увійшла до найбільшої у світі пивоварної групи Anheuser-Busch InBev. 
У 2009 році обсяги виробництва пива броварнею Bucanero склали 11 мільйонів декалітрів.

## Асортимент продукції
- Cerveza Cristal — світле пиво з вмістом алкоголю 4,9 %. Найпопулярніший сорт пива. Продається під рекламним гаслом «Вибір Куби» (ісп. "La preferida de Cuba").
- Bucanero Fuerte — міцніше світле пиво з вмістом алкоголю 5,4 %.
- Bucanero Max — міцне світле пиво з вмістом алкоголю 6,4 %.
- Bucanero Malta — безалкогольне пиво.
- Mayabe Cerveza Clara — легке світле пиво з вмістом алкоголю 4,0 %.

Броварня також імпортує з Німеччини на кубинський ринок пиво торговельної марки Beck's. У свою чергу пиво торговельних марок Cristal та Bucanero еспортується до низки іноземних країн, насамперед європейських. З метою підкреслення кубинського походження напою пиво Bucanero у Європі продається під назвою Cubanero.